# Jérôme Carcopino
Jérôme Ernest Joseph Carcopino (Verneuil-sur-Avre, 27 giugno 1881 – Parigi, 17 marzo 1970) è stato uno storico e funzionario francese.

## Biografia
Figlio di un medico originario della Corsica di Sarrola-Carcopino, Jérôme Carcopino entrò a far parte dell'École Normale Supérieure nel 1901 e arrivò primo al concorso del 1904 per l'abilitazione dell'insegnamento della storia e della geografia nelle scuole superiori. Membro dell'École française di Roma, soggiornò per qualche tempo nella capitale italiana. In seguito fu nominato professore di storia in un liceo di Le Havre, dove insegnò dal 1907 al 1911.
Dopo essere stato per un anno segretario di Raymond Poincaré, nel 1912 fu nominato professore incaricato all'università di Algeri. L'anno successivo ottenne lo statuto d'ispettore aggiunto e divenne direttore del museo nazionale di antichità algerine.
Durante la prima guerra mondiale, fu richiamato e combatté nell'Armée française d'Orient sul fronte orientale, ottenendo due citazioni e la Legion d'onore al valor militare.
Nel 1918 discusse le sue due tesi di dottorato, e divenne professore di storia romana alla Sorbona, nel 1937 fu poi nominato direttore dell'École française di Roma.
Durante l'occupazione nazista della Francia, diresse l'École normale supérieure dal 1940 al 1942 e assunse, senza averne i titoli, le funzioni di rettore dell'Académie de Paris dopo la destituzione di Gustave Roussy in seguito alle manifestazioni studentesche dell'11 novembre 1940. Nel febbraio del 1941, fu nominato segretario di stato all'Educazione nazionale e alla Gioventù nel governo guidato dall'ammiraglio François Darlan. Egli legò il suo nome alla legge del 27 aprile 1941 sugli scavi archeologici, detta «legge Carcopino», che diede dopo più di mezzo secolo una regolamentazione giuridica all'archeologia francese, così come alla riorganizzazione dell'insegnamento scolastico del 15 agosto 1941. Nell'espletamento delle sue funzioni, egli fece applicare le leggi del regime di Vichy, escludendo ebrei e massoni dalle cariche pubbliche, ma fu grazie a un suo intervento che nel 1942 Georges Dumézil  poté essere reintegrato nell'insegnamento dal quale era stato espulso l'anno precedente per appartenenza alla massoneria.
Al ritorno di Pierre Laval alla guida del governo nell'aprile del 1942, Carcopino si dimise e, ritornando a dirigere l'Ecole normale supérieure, s'impegnò a far sfuggire i suoi allievi dalla deportazione in Germania.
Alla Liberazione, fu destituito dalle sue funzioni e tradotto davanti alla Corte Suprema per la sua partecipazione al governo di Vichy. Detenuto a Fresnes, ottenne la libertà provvisoria nel febbraio 1945 e beneficiò nel 1947 di un non luogo a procedere per la sua collaborazione con la Resistenza. Nel 1951 fu reintegrato alle sue cariche. Ancora oggi, la sua posizione ambigua nei confronti del regime di Vichy è oggetto di vivo dibattito fra gli storici.
Storico dell'Antica Roma, Jérôme Carcopino pubblicò numerose opere tra le quali vanno citate: Ovidio e il culto di Iside, Silla o la monarchia mancata, che ancor oggi è in Italia la sua opera più nota , Aspetti mistici della Roma pagana, Da Pitagora agli apostoli, La vita quotidiana a Roma all'apogeo dell'Impero, ecc.
La sua opera internazionalmente più nota è Giulio Cesare del 1936.
Membro della Pontificia accademia romana di archeologia e honoris-causa all'Università di Oxford, membro dell'Académie des inscriptions et belles-lettres, Jérôme Carcopino fu eletto all'Académie française il 24 novembre 1955 al seggio 3 fino ad allora occupato da André Chaumeix.
Nel 1969, fu dato il suo nome al Museo archeologico di Aleria, sito i cui scavi erano stati da lui incoraggiati.

## Opere
- Histoire de l'ostracisme athénien, 1902
- Autour des Gracques, 1923
- La basilique Pythagoricienne de la Porte Majeure", 1926; La basilica di Porta Maggiore, a cura di Guido Boni, Collana Il Flauto Magico, Mimesis Edizioni, MI, 2020
- Virgile et le mystère de la IVe eclogue, 1930; Virgilio e il mistero della IV egloga, trad. D. Mazzone, Collana La veranda, Edizioni dell'Altana, 2001
- Sylla ou la monarchie manquée, 1931; Silla o la monarchia mancata, traduzione di Alberto Consiglio, Roma, Longanesi, 1943; traduzione dal francese di Anna Rosso Cattabiani, Introduzione di Mario Attilio Levi, Collana La Storia, Milano, Rusconi, 1979; Collana Tascabili n. 313, Milano, Bompiani, 2005, ISBN 88-452-3413-4
- La vie quotidienne à Rome à l'apogée de l'Empire, 1931; La vita quotidiana a Roma all'apogeo dell'Impero, trad. E.O. Zona, Laterza, Bari, 1941-1973; Introduzione di Ettore Lepore, Collana Universale n. 68, Laterza, 1978-2005
- Jules César, Presses Universitaires de France, 1935; Giulio Cesare, trad. Anna Rosso Cattabiani, fotografie di Mario Monge, Collana La Storia, Rusconi, Milano, 1975-1981; Collana Tascabili, Rusconi, 1993; Collana Tascabili n.185, Bompiani, Milano, 2000 ISBN 978-88-452-9015-2;
- Aspects mystiques de la Rome païenne, 1943
- Les secrets de la correspondance de Ciceron, 1947
- Le christianisme secret du carré magique, 1953.
- Passion et politique chez les Césars, Hachette, 1958
- Profils de conquérants (Phyrrus, César, Hannibal, Genséric), Flammarion, Paris, 1961; Profili di conquistatori (Pirro, Cesare, Annibale, Genserico), "La Torre d'avorio", Fogola, 1978
- Rencontres de l'histoire et de la littérature romaines, Flammarion, Paris, 1963
- Une terre normande à la veille de la Révolution (Verneuil), Presses Universitaires de France, 1967